# ЗиД (футбольный клуб)
«ЗиД» — футбольная команда завода имени В. А. Дегтярёва (ЗиД) города Коврова. Выступает в первенстве и Кубке Владимирской области.

## Названия
В разные годы команда носила названия:
- ИНЗ («Инструментальный завод») — с 1923 до 1930 года;
- «Металлист» — с 1930 до 1938, с 1953 до 1964, с 1971 до 1993 года;
- «Зенит» — с 1938 до 1953 года (в кубке СССР 1947 г. — «Завод им. Киркиж»; в чемпионате и кубке СССР 1949 г. — Команда г. Коврова)
- «Ковровец» — с 1965 до 1970 года, с 1994 до 2004 года; с 2007 по 2016 год;
- «ЗиД-Ковровец» — в 2005—2006 годах; с 9 августа по 27 октября 2016 года;
- ФК «ЗиД» — с 28 октября 2016 года[1].

## Награды
Наивысшие достижения команды — в кубке СССР: выход в 1949 году в 1/8 финала, где она в Москве, на стадионе «Динамо» уступила тбилисскому «Динамо» (0:4), в чемпионате СССР: в 1947 году 4 место в 1 зоне РСФСР второй группы.
В разные годы команда завоёвывала награды:
- первый чемпион Коврова — 1923 г.
- обладатель Кубка ЦК профсоюзов СССР 1944, 1945, 1946 годов
- победитель зонального первенства России среди любительских команд (КФК) межрегиональной федерации футбола «Золотое кольцо» 1995 года
- чемпион Владимирской области 1965, 2005, 2011, 2014 годов
- обладатель Кубка Владимирской области 1965, 1974, 1994, 1998, 2002, 2003, 2004, 2005, 2008, 2009, 2010, 2011, 2012, 2014, 2018 годов
- обладатель Кубка областного совета ВАФСО профсоюзов 1991, 2008 годов
- обладатель Суперкубка области — Кубка сезона «Большой бисер» (приз газеты «Призыв») 2002, 2010, 2011, 2012, 2014 годов

## Главные тренеры
- Смирнов Дмитрий Борисович (1994—2024)[2]